# Binangun (Waringinkurung)
Binangun is een bestuurslaag in het regentschap Serang van de provincie Banten, Indonesië. Binangun telt 2943 inwoners (volkstelling 2010).